# ピート・ファウラー
ピート・ファウラー（Pete Fowler、1969年- ）はイギリスのイラストレーター。ウェールズのカーディフに生まれる。
世界で唯一の「モンスタリスト(Monsterist)」を名乗り、「モンスタリズム(Monsterism)」という、人間界とのパラレルワールドに存在するというモンスターを描き続けている。
また、その作品はイラストのみに留まらず、フィギュアなどの3D作品、CG作品も発表し、またストリートファッションの分野でも作品を手がけている。
同郷のロックバンド、スーパー・ファーリー・アニマルズのジャケットのアートワークを手がけ、また水木しげるとのコラボレートを行った事もある。